# دي إليس
دي إليس (بالإنجليزية: Diana Margaret Ellis)‏ هي مجدفة بريطانية، ولدت في 11 أبريل 1938، وتوفيت في 18 مايو 2017.

## وصلات خارجية
- دي إليس على موقع الاتحاد الدولي للتجديف (الإنجليزية)